# Metrichia favus
Metrichia favus is een schietmot uit de familie Hydroptilidae. De soort komt voor in het Neotropisch gebied.